# Jean Cosemans
Jean Cosemans (Urmond, 1955) is een Nederlands dirigent, bugelist en trompettist.

## Levensloop
Cosemans speelde al op zevenjarige leeftijd bugel in de Fanfare St. Martinus Urmond. Via cornet en es-cornet volgde de overstap naar trompet, waardoor er steeds meer interesse kwam voor andere genres en vormen van musiceren. Zo speelde hij in big-bands, dansorkesten en in een klassiek koperkwintet. Vanaf 1983 was hij trompettist bij de Koninklijke Harmonie van Thorn. Toen Jean Cosemans dirigent van de jeugdharmonie in Thorn werd, ontstond de behoefte directielessen te gaan volgen. Na een jaar privé-les bij de heer Cardous, werd in 1987 de studie aan het Conservatorium Maastricht voortgezet, nu onder begeleiding van Pierre Kuijpers.
Na het behalen van het Praktijkdiploma, destijds met de Philips-harmonie Eindhoven vond in de Stadsschouwburg Sittard het afsluitend examen plaats voor het einddiploma Harmonie- en Fanfaredirectie. Voor dit eindexamen stelde zich de Koninklijke Militaire Kapel beschikbaar. 
In het dagelijks leven was Jean Cosemans als (vak)leerkracht werkzaam in het basisonderwijs. Daarnaast was hij dirigent van verschillende harmonie- en fanfareorkesten zoals van de Koninklijke Fanfare Venlo, Fanfare Sint Gabriël Hoensbroek, het Woensels Muziekcorps, Harmonie L'Union Born,  Fanfare St. Gertrudis St. Geertruid, Harmonie "Crescendo" Beegden en van Harmonie de Berggalm uit Klimmen.. Van 2005 tot 2013 dirigeerde hij Harmonie Concordia uit Obbicht, met wie hij in 2006 en 2011 Limburgs Kampioen werd en in 2007 de landstitel in de eerste divisie behaalde.
Verder is hij een gewaardeerd vervanger in diverse Limburgse en Brabantse orkesten. Naast zijn werkzaamheden als dirigent is hij ook bezig als bewerker van klassieke muziek voor HaFa-orkesten.